# بيل سبنسر
بيل سبنسر (بالإنجليزية: Bill Spencer)‏ هو متسابق بياثل أمريكي، ولد في 23 يونيو 1936 في راسلفيل في الولايات المتحدة.

## وصلات خارجية
- بيل سبنسر على موقع اللجنة الأولمبية الدولية (الإنجليزية)
- بيل سبنسر على موقع أوليمبيديا (الإنجليزية)